# Óscar Rivas Torres
Óscar Andrés Rivas Torres (Buenaventura, 6 de junio de 1987) es un boxeador profesional colombiano de peso pesado oriundo del Valle del Cauca Participante en Desafío de box (2023), reside en Canadá. Fue ganador de la medalla de plata de peso superpesado amateur en los Juegos Panamericanos de 2007 a la edad de 19 años. También luchó en los Juegos Olímpicos de 2008.

## Carrera como amateur
En los Juegos del Caribe, Cartagena 2006, en las 212 libras Rivas perdió en la primera ronda frente al medallista olímpico de bronce, el cubano Michel López Núñez.
El 4 de febrero de 2007 en unos clasificacatorio de panamericanos, Rivas obtuvo su primera gran victoria al vencer al bicampeón estadounidense Mike Wilson luego perdió ante el cubano Robert Alfonso. En el evento principal panamericano en Río, venció a Gerardo Bisbal, Didier Bence por pase (lesionado) y llegó a la final, pero perdió una vez más ante Alfonso.
En Chicago, en el Campeonato Mundial de Boxeo AIBA 2007, detuvo al dominicano Lequan Carlisle, pero perdió ante el eventual medallista de plata Vyacheslav Glazkov.
En el primer calificatorio olímpico en marzo de 2008, perdió ante el estadounidense Michael Hunter jr. Sin embargo, en abril de 2008 se clasificó para los Juegos Olímpicos de 2008 a través del segundo clasificatorio sobre el mexicano Andy Ruiz y una victoria de 6:5 sobre el brasileño Gleison Abreu.
En los Juegos Olímpicos, molestó al campeón europeo Kubrat Pulev, de Bulgaria, 11:5, pero perdió ante el campeón mundial el italiano y el eventual campeón olímpico Roberto Cammarelle.

## Récord profesional
| 27 Ganadas (19 KOs), 1 Derrota |          |                    |      |               |                          |                                                                 | |
| Res.                           | Registro | Oponente           | Tipo | Rd., Tiempo   | Fecha                    | Localidad                                                       | Notas |
| Victoria                       | 28–1     | Ryan Rozicki       | UD   | 12            | 22 de octubre de 2021    | Olympia Theatre, Montreal, Canadá                               | Por el título inaugural WBC Peso Bridger.                                                                    |
| Victoria                       | 27–1     | Sylvera Louis      | RTD  | 3 (8), 3:00   | 16 de marzo de 2021      | Hotel Plaza Quebec, Quebec, Canadá                              | |
| Derrota                        | 26–1     | Dillian Whyte      | UD   | 12            | 20 de julio de 2019      | The O2 Arena, Londres, Inglaterra                               | Por el título vacante interino de la WBC del peso pesado.                                                    |
| Victoria                       | 26–0     | Bryant Jennings    | TKO  | 12 (12), 0:54 | 18 de enero de 2019      | Turning Stone Resort Casino, Verona, New York                   | Retiene el título de la NABF del peso pesado; Ganó los títulos IBF International y WBO-NABO del peso pesado. |
| Victoria                       | 25–0     | Fábio Maldonado    | UD   | 10            | 1 de diciembre de 2018   | Videotron Centre, Quebec City, Quebec, Canadá                   | Retained NABF heavyweight title                                                                              |
| Victoria                       | 24–0     | Herve Hubeaux      | UD   | 10            | 19 de mayo de 2018       | Air Canada Centre, Toronto, Ontario, Canadá                     | Retiene el título de la NABF del peso pesado.                                                                |
| Victoria                       | 23–0     | Sergio Ramirez     | RTD  | 2 (8), 3:00   | 19 de abril de 2018      | Montreal Casino, Montreal, Quebec, Canadá                       | |
| Victoria                       | 22–0     | Gabriel Enguema    | PTS  | 10            | 14 de diciembre de 2017  | Palais des sports Marcel-Cerdan, París, Francia                 | |
| Victoria                       | 21–0     | Carl Davis Drumond | KO   | 1 (10), 1:08  | 28 de septiembre de 2017 | Montreal Casino, Montreal, Quebec, Canadá                       | Ganó el título vacante de la NABF del peso pesado.                                                           |
| Victoria                       | 20–0     | Jeremiah Karpency  | TKO  | 3 (10), 1:49  | 29 de julio de 2016      | Videotron Centre, Quebec City, Quebec, Canadá                   | |
| Victoria                       | 19–0     | Jeremy Bates       | KO   | 1 (8), 1:47   | 4 de junio de 2016       | Bell Centre, Montreal, Quebec, Canadá                           | |
| Victoria                       | 18–0     | Joey Abell         | KO   | 2 (10), 0:46  | 28 de noviembre de 2015  | Videotron Centre, Quebec City, Quebec, Canadá                   | |
| Victoria                       | 17–0     | Jason Pettaway     | KO   | 1 (8), 2:25   | 26 de junio de 2015      | Little Creek Casino Resort, Shelton, Washington                 | |
| Victoria                       | 16–0     | Ozcan Cetinkaya    | TKO  | 1 (8), 1:39   | 4 de abril de 2015       | Colisée Pepsi, Quebec City, Quebec, Canadá                      | |
| Victoria                       | 15–0     | Eric Barrak        | TKO  | 2 (8), 3:00   | 23 de septiembre de 2014 | Montreal Casino, Montreal, Quebec, Canadá                       | |
| Victoria                       | 14–0     | Daniel Cota        | TKO  | 5 (6), 2:05   | 22 de agosto de 2014     | Complexe Sportif Sportscene, Mont Saint-Hilaire, Quebec, Canadá | |
| Victoria                       | 13–0     | Shawn Cox          | TKO  | 3 (8), 2:53   | 18 de enero de 2014      | Bell Centre, Montreal, Quebec, Canadá                           | |
| Victoria                       | 12–0     | Laszlo Peczeli     | KO   | 1 (8), 0:23   | 14 de diciembre de 2012  | Bell Centre, Montreal, Quebec, Canadá                           | |
| Victoria                       | 11–0     | Sylvera Louis      | SD   | 8             | 8 de junio de 2012       | Bell Centre, Montreal, Quebec, Canadá                           | |
| Victoria                       | 10–0     | Stephane Tessier   | UD   | 6             | 20 de abril de 2012      | Bell Centre, Montreal, Quebec, Canadá                           | |
| Victoria                       | 9–0      | Ivica Perkovic     | TKO  | 3 (8), 0:51   | 18 de febrero de 2012    | Bell Centre, Montreal, Quebec, Canadá                           | |
| Victoria                       | 8–0      | Matthew Greer      | TKO  | 3 (8), 2:59   | 10 de diciembre de 2011  | Bell Centre, Montreal, Quebec, Canadá                           | |
| Victoria                       | 7–0      | Edgars Kalnars     | KO   | 1 (6), 1:25   | 20 de octubre de 2011    | Bell Centre, Montreal, Quebec, Canadá                           | |
| Victoria                       | 6–0      | Zsolt Zathureczky  | TKO  | 1 (6), 2:05   | 21 de mayo de 2011       | Bell Centre, Montreal, Quebec, Canadá                           | |
| Victoria                       | 5–0      | Wilfrido Leal      | KO   | 6 (6), 1:13   | 8 de abril de 2011       | Bell Centre, Montreal, Quebec, Canadá                           | |
| Victoria                       | 4–0      | David Whittom      | MD   | 4             | 11 de febrero de 2011    | Bell Centre, Montreal, Quebec, Canadá                           | |
| Victoria                       | 3–0      | Ramon Hayes        | UD   | 4             | 7 de noviembre de 2009   | Montreal Casino, Montreal, Quebec, Canadá                       | |
| Victoria                       | 2–0      | Stephane Tessier   | UD   | 4             | 3 de octubre de 2009     | Montreal Casino, Montreal, Quebec, Canadá                       | |
| Victoria                       | 1–0      | Joe Stofle         | TKO  | 3 (4), 1:33   | 28 de agosto de 2009     | Montreal Casino, Montreal, Quebec, Canadá                       | |